# Всесвітній голий велопробіг

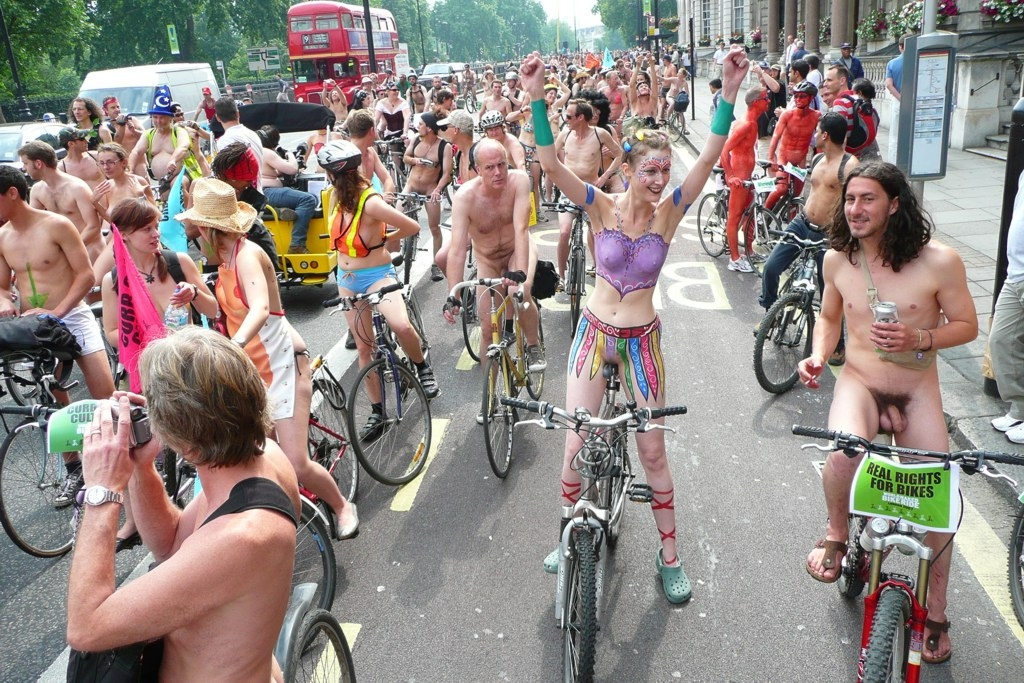
Учасники Всесвітнього Голого велопробігу в Лондоні (2007-й рік)

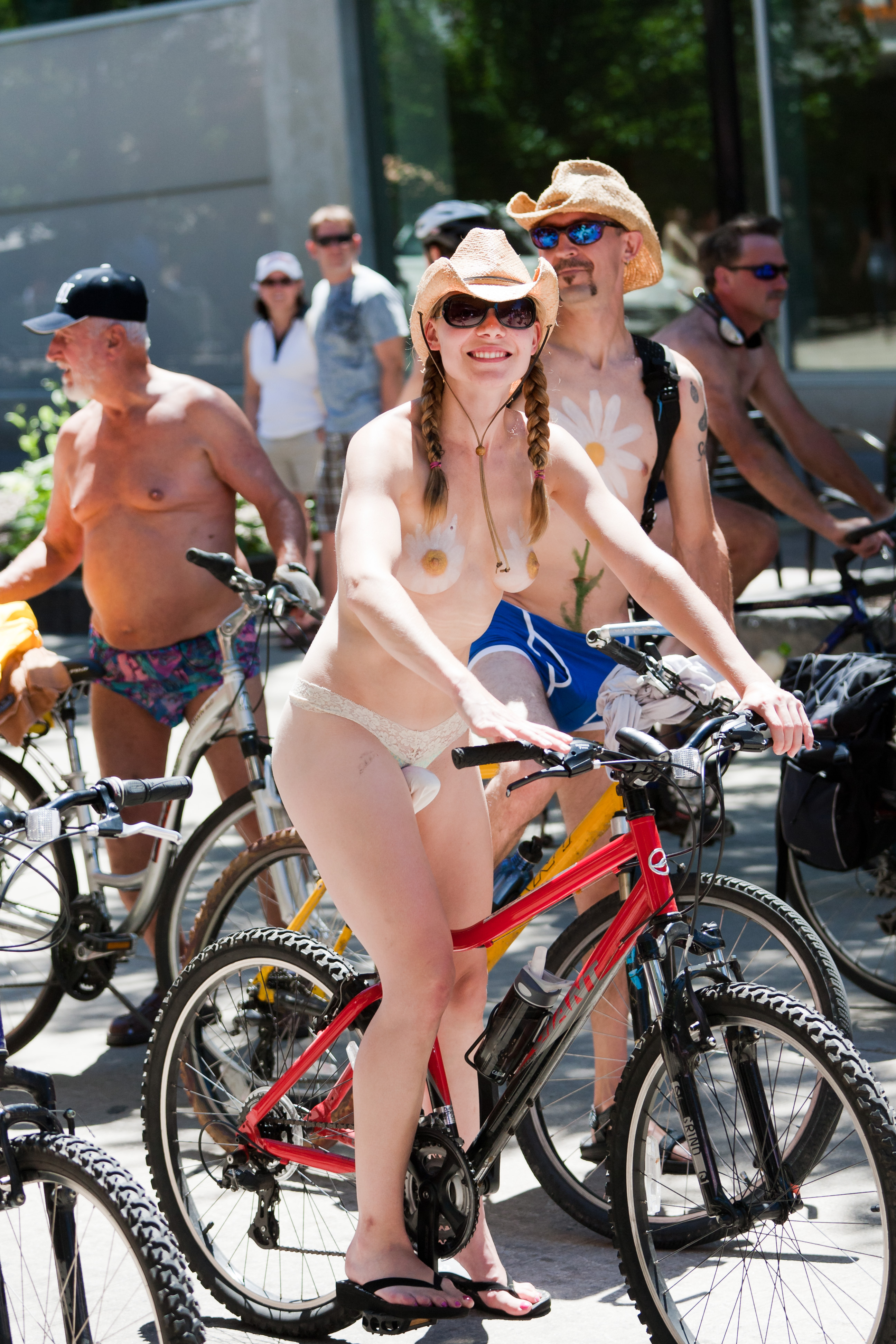
Учасники Всесвітнього Голого велопробігу в Madison, Wisconsin (2010-й рік)

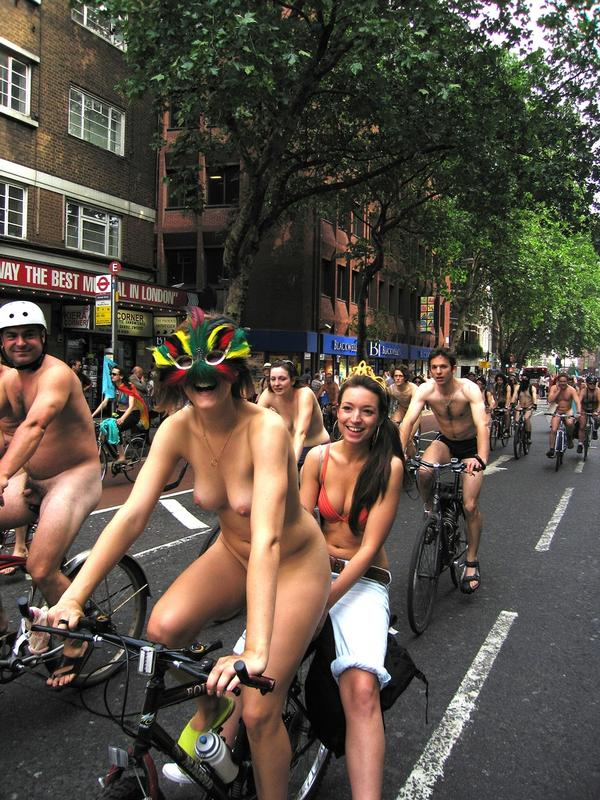
Повна нагота не є обов'язковою, деякі учасники прикривають інтимні органи

Всесвітній Голий Велопробіг (англ. World Naked Bike Ride (WNBR)) — міжнародний велопробіг без одягу (або з мінімальною його кількістю), на якому учасники пересуваються на транспортних засобах, що приводяться в рух мускульною силою людини (переважно, на велосипедах, хоча ролики і скейти також використовуються), з метою донести оточуючим «бачення чистого, безпечного і тіло-позитивного світу».
Дрес-код можна описати слоганом: «Настільки голий, наскільки сміливий». Повна і часткова нагота вітається, але не є обов'язковою під час пробігу. Немає обов'язкової вимоги прикривати інтимні органи — це те, що відрізняє Всесвітній Голий Велопробіг від інших вело заходів.
Заохочується експресивний креатив, який створює веселу і захоплюючу атмосферу під час пробігу, притягує увагу спостерігачів і ЗМІ, робить кожного у своєму роді унікальним. Боді-арт, наприклад, є загальною формою самовираження, також як і костюми, hand-made велосипеди, бумбокс, горни, мегафони, сирени, музичні інструменти та інші «виробники шуму».
Заходи до і після Всесвітнього Голого велопробігу стають окремими подіями, часто на них виступають музичні групи, ді-джеї, також беруть участь художники (боді-арт), живі скульптури, політики. Крім можливості проїхатися голяка по місту, часто влаштовуються майстер-класи з боді-арту, які залучають безліч оголених велосипедистів і художників, нерідко місцем їх проведення стають міські парки.
Цю форму критичної маси, іноді звана Критичною Дупою в контексті Всесвітнього Голого велопробігу, часто описують або відносять до форми політичного протесту, вуличного театру, вечірки-на-колесах, ексгібіціонізму, натуризму, що й приваблює широкі маси учасників.

## Цілі

### Спільне використання доріг
Противники масових заходів можуть заперечити, що подібні акції викликають затори на дорогах. На що прихильники відповідають: «Ми не зупиняємо трафік, ми самі — трафік». Критична маса й інші групи велоактівістов закликають до підвищення обізнаності велосипедистів, адже багато любителів велосипеда гинуть або отримують важкі травми під час пересування по дорогах. Учасники закликають до безпечних вулиць і вело-позитивного суспільства.

### Здоров'я. Ефективність і стійкість
Учасники вважають, що багато людей не в силах зрозуміти, що велосипед — це найбільш ефективний засіб особистого транспорту. Замість цього, на їх думку, суспільство підпорядковане стандартним цінностям, бажанням володіти дорогими, небезпечними, гучними і забруднюючими навколишнє середовище автомобілями. Нафта стала заповітним товаром, причиною воєн і зміни клімату.
Мета Всесвітнього Голого велопробігу перегукується з метою організації «Критична маса» — пропаганда велосипедного транспорту, поновлюваних джерел енергії, відпочинку, пішохідного суспільства та відповідального ставлення до екології в XXI-му столітті. Учасники відзначають багато переваг життя без автомобіля: зменшення викидів CO2, безкоштовні паркування і загальне почуття Свободи.

### Методологія
Деякі велосипедні активісти критикували організаторів Всесвітнього Голого велопробігу за банальність підняття питань нафтової залежності, рівноправності велосипедистів на дорогах і автомобільної культури в цілому. Організатори можуть заперечити, що поняття «веселощі» і «зв'язки з громадськістю» не є взаємовиключними. Творчий захист стимулює людей задуматися над проблемами. Вони стверджують, що, займаючи смуги призначені для автомобілів, а не для велосипедів, скидаючи одяг і відкидаючи сором наготи, вони протестують проти способу життя, від якого слід відмовитися. Вони вважають, що змусити людей сміятися і посміхатися — найкращий спосіб для знайомства і вільного обміну ідеями.